# Zentrale Westkarpaten
Die Zentralen Westkarpaten (poln. Centralne Karpaty Zachodnie) sind ein Gebirgszug der Westkarpaten in Polen (Woiwodschaft Kleinpolen) und der Slowakei. Ihr höchster Gipfel ist der Gerlach mit 2655 m in der Hohen Tatra.

## Abgrenzung
Die Grenze zu den Äußeren Westkarpaten bildet im Norden der Pieninen-Felsengürtel, dessen markantestes Stück der Gebirgszug der Pieninen ist. Im Süden schließen sich die Inneren Westkarpaten an, die bis nach Ungarn reichen.

## Gliederung
Die Zentralen Westkarpaten gliedern sich in:
- Obniżenie Orawsko-Podhalańskie (Arwa-Podhale-Senke)
- Małe Karpaty (Kleine Karpaten)
- Dolina Środkowego Wagu (Mittleres Vag-Tal)
- Mała Fatra (Kleine Fatra)
- Tatry (Tatra)
- Obniżenie Nitrzańsko-Turczańskie (Nitra-Turczan-Senke)
- Obniżenie Liptowsko-Spiskie (Liptau-Zipser Senke)
- Wysoka Fatra (Hohe Fatra)
- Niżne Tatry (Niedere Tatra)